# Metropolia di Anea
La metropolia di Anea (in greco Ιερά Μητρόπολης Ανέων?, Iera Mitropolis Anéōn) è una sede soppressa del patriarcato di Costantinopoli.

## Storia
Anea, identificabile con Soğucak (distretto di Kuşadası) nell'odierna Turchia, è un'antica sede episcopale della provincia romana di Asia nella diocesi civile omonima. Faceva parte del patriarcato di Costantinopoli ed era suffraganea dell'arcidiocesi di Efeso. La diocesi è documentata nelle Notitiae Episcopatuum del patriarcato di Costantinopoli fino al XII secolo.
Secondo la tradizione, attestata dal menologio greco, il primo vescovo di Anea è Olbiano, che avrebbe subito il martirio all'epoca dell'imperatore Massimiano (286-305). Il primo vescovo storicamente documentato è Paolo, che partecipò al concilio di Nicea del 325. Molti dei vescovi conosciuti di Anea sono menzionati negli atti dei concili ecumenici del primo Millennio cristiano. A questi vanno aggiunti due vescovi, Gregorio e Teofilatto, noti attraverso i loro sigilli episcopali. Un anonimo vescovo, attribuito alla fine del X secolo, è menzionato nella vita di san Niceforo di Mileto. Gli ultimi due vescovi noti di Anea sono Giorgio e Atanasio, che presero parte ai sinodi celebrati a Efeso rispettivamente nel 1167 e nel 1230.
Nel 1298 la città fu conquistata dai Turchi selgiuchidi e poi dagli Ottomani nel 1390. Non si hanno più notizie della diocesi che fu soppressa in un'epoca imprecisata. Nel novembre del 1806 il patriarcato decise l'erezione di una nuova diocesi, con il nome di Krini e Anea, suffraganea della sede metropolitana di Efeso. Il 9 maggio 1883 le due sedi furono separate in due diocesi distinte. La nuova diocesi di Anea, con sede a Soke (in greco Σώκια?), 10 km a est dell'antica Anea, fu elevata al rango di metropolia il 21 febbraio 1917. Dopo la disfatta dell'esercito greco nell'agosto 1922, tutti i greci che abitavano la regione morirono o furono fatti evacuare all'arrivo dell'esercito turco; oggi non esistono più cristiani ortodossi nel territorio dell'antica metropolia di Anea.
Il titolo di metropolita di Anea è ancora assegnato dal patriarcato di Costantinopoli, ma è un semplice titolo vescovile non residenziale.

## Cronotassi

### Vescovi e metropoliti
- Sant'Olbiano † (III/IV secolo)
- Paolo † (menzionato nel 325)
- Modesto † (menzionato nel 431)[8]
- Zotico † (menzionato nel 451)[9]
- Marcello † (menzionato nel 536)[10]
- Giovanni † (prima del 680 - dopo il 692)[11]
- Gregorio † (circa VII-VIII secolo)[12]
- Saba † (menzionato nel 787)[13]
- Giuseppe † (menzionato nell'869)[14]
- Atanasio † (menzionato nell'879)[15]
- Anonimo † (fine X secolo)[16]
- Teofilatto † (inizio XI secolo)[17]
- Giorgio † (menzionato nel 1167)[18]
- Atanasio † (menzionato nel 1230)
  - Sede soppressa
- Costantino † (9 maggio 1883 - 2 novembre 1902 dimesso)
- Antimo Kimonios † (2 novembre 1902 - 1917 deceduto)
- Alessandro Dilanas † (21 febbraio 1917 - 19 febbraio 1922 eletto metropolita di Pergamo e Adramittio)
- Tommaso Savvopoulos † (26 febbraio 1922 - 2 aprile 1927 eletto metropolita delle Isole dei Principi)

### Metropoliti titolari
- Nikolas Koutroumpis † (15 febbraio 1972 - 15 ottobre 1972 deceduto)
- Polyeuctos Finfinis † (30 aprile 1974 - 2 febbraio 1988 deceduto)
- Methodios Tournas (24 novembre 1997 - 20 dicembre 2002 eletto metropolita di Boston)
- Makarios Pavlidis, dal 10 luglio 2018[19]